# Fugue en ré
Série
Suite en ré
(2000)
Pour plus de détails, voir Fiche technique et Distribution.
Fugue en ré est un téléfilm français réalisé par Christian Faure, diffusé en 1998.

## Synopsis
Louis et Coralie, deux voisins, se livrent littéralement une guerre des nerfs. Louis est français et il ne supporte pas Coralie qui est réunionnaise. Malheureusement pour eux, les enfants respectifs s'aiment d'un amour fou et décident de faire une fugue pour leur donner une leçon...

## Fiche technique
Source : IMDb, sauf mention contraire
- Réalisation : Christian Faure
- Scénariste : Didier Cohen
- Production : Martine Chicot, Pierre Grimblat
- Musique : Charles Court
- Pays d'origine :  France
- Genre : Comédie
- Durée : 1h 28
- Date de diffusion : 1998 sur France 2

## Distribution
- Guy Marchand : Louis 'Loulou' Roche
- France Zobda : Coralie 'Coco' Moreau
- Stéphanie Pasterkamp : Anaïs Roche
- Ambroise Michel : Julien Moreau
- Firmine Richard : Rose Bonaventure
- Michel Crémadès : Monsieur Poupard
- Eric Viellard : Éric
- Stéphane Brel : François
- Hervé Laudière : Le chauffeur routier
- Marie Berto : Femme policier
- Fabien Béhar : Serveur restaurant
- Louba Guertchikoff : Madame Dumont
- Francine Olivier : Annette, patronne hôtel
- François Borysse : Tenancier hôtel
- El Kebir : Homme maghrébin
- Rukmini Kirkland : Femme pakistanaise
- Roger To Thanh Hien : Homme asiatique

## Suite
Ce téléfilm aura une suite en 2000 : Suite en ré